# Pyrinia bertularia
Pyrinia bertularia är en fjärilsart som beskrevs av William Schaus 1901. Pyrinia bertularia ingår i släktet Pyrinia och familjen mätare. Inga underarter finns listade.